# Dicranella bicolor
Dicranella bicolor är en bladmossart som beskrevs av Mitten 1869. Dicranella bicolor ingår i släktet jordmossor, och familjen Dicranaceae. Inga underarter finns listade i Catalogue of Life.